# Huanglao
Cette page contient des caractères spéciaux ou non latins. S’ils s’affichent mal (▯, ?, etc.), consultez la page d’aide Unicode.
Le terme Huanglao 黃老 désigne un courant de pensée chinois né durant la période des Royaumes combattants et influent au début de la dynastie Han, ayant principalement des affinités légistes et taoïstes.
Son nom est la combinaison des premières syllabes de Huangdi, souverain civilisateur mythique, et de Laozi, auteur supposé du Dao De Jing. Huangdi était le souverain idéal de courants se démarquant des confucéens, qui avaient eux pour modèles Yao et Shun mentionnés dans le Classique des documents dont l’Empereur jaune est totalement absent.
Il s’agit d’un ensemble de principes et techniques de bonne gouvernance associé à une vision cosmologique dans laquelle le Dao occupe une place primordiale. Le gouvernant doit se transformer pour pouvoir coordonner l’ordre politique et social avec l’ordre cosmique, et ainsi gouverner sans agir (wuwei 無為) grâce à des méthodes généralement légistes, mais également empruntées à d'autres courants, dont le confucianisme, le naturalisme et le mohisme.
La lignée de transmission du huanglao présentée dans le Shiji montre un lien historique avec l’État de Qi. Dans son Histoire de la philosophie chinoise, Feng Youlan situe la naissance du courant parmi le cercle d’ intellectuels que le prince Xuan de Qi accueillait au IVe siècle av. J.-C. à l’Académie Jixia.
Avec le choix par Han Wudi du confucianisme comme idéologie politique officielle, le huanglao est délaissé comme système de gouvernance. Le terme subsistera pour désigner le taoïsme religieux, dans lequel Huangdi et Laozi sont divinisés.
Selon Harold D. Roth,, ce qui est désigné par « taoïsme » (daojia 道家) dans le chapitre du Shiji consacré aux écoles de pensée est en fait le courant huanglao, et non pas ce que l’on appellera plus tard « philosophie taoïste », basée sur les textes de Laozi et Zhuangzi (Laozhuang 老莊 « pensée de laozi et Zhuangzi »).

## Contenu
Malgré les nombreuses références dans les textes de l’époque Han, le contenu exact du huanglao n’y est pas clairement explicité. Les historiens modernes se sont longtemps fondés sur la personnalité de ses adeptes, leurs circonstances et les titres des textes perdus associés au courant pour tenter d’en cerner la nature. Depuis les années 1970, des textes retrouvés (les Quatre Livres de Huangdi) permettent de mieux comprendre la nature du courant.
Plusieurs recoupements permettent de constater que dans le Shiji les termes huanglao et xingming (刑名) (sanctions et titres [adaptés]) sont souvent interchangeables. Il semble que le courant huanglao ait été une philosophie politique fortement teintée de légisme dans la lignée de Shen Buhai, s’appuyant également sur le Dao De Jing, et préconisant le « non-agir » (wuwei 無為) taoïste comme mode de gouvernement. Ce mélange n’est pas sans évoquer la pensée du Hanfeizi. 
Les Quatre Livres de Huangdi proposent qu’il existe un ordre naturel cosmique sur lequel doit être basé la loi naturelle de la société pour qu'elle permette de gouverner sans agir ,.
Des concepts récurrents dans les textes huanglao sont le Dao, la loi (fa 法), qui doit être basée sur le Dao, les principes (li 理) à découvrir et suivre pour une bonne gouvernance, la perception (guan 觀) dont doit faire preuve le bon dirigeant pour discerner l’ordre naturel, l’évaluation ou « pesée » (cheng 稱) qui permet de réagir aux changements, et le xingming (刑名). Ce terme, dont le premier caractère a pu être équivalent à 形 et signifier « forme », désignera ensuite exclusivement la sanction pénale. Le xingming désigne à l’origine l'adéquation des titres et appellations aux fonctions, mais devient chez les légistes le choix du chatiment adéquat.
Selon Harold D. Roth,, ce qui est désigné par « taoïsme » (道家) dans le chapitre du Shiji consacré aux écoles de pensée est en fait le courant huanglao et non pas ce que l’on appellera plus tard « philosophie taoïste », basée sur les textes de Laozi et Zhuangzi (Laozhuang 老莊, « pensée de laozi et Zhuangzi ») :

« Le taoïsme [permet de] rassembler et d’unifier l’esprit, de se mouvoir à l’unisson avec le sans-forme, de pourvoir aux besoins de tous les objets et êtres. En ce qui concerne ses méthodes, il suit les grandes tendances du naturalisme, garde le meilleur des confucéens et des mohistes et l’essentiel des terminologistes et des légistes. Il s’adapte aux temps et aux changements du monde, il est toujours convenable pour établir une coutume ou agir [dans une circonstance déterminée]. Ses principes sont simples et faciles à saisir, il [permet d’]accomplir beaucoup avec peu d’efforts. »

Cette description correspond bien aux multiples influences décernables dans les Quatre Livres de Huangdi.

## Personnalités
Le terme huanglao ou huanglao yan (黃老言) « discours huanglao » apparaît sous les Han occidentaux dans le Shiji de Sima Qian. Celui-ci énumère la lignée de sa transmission dans la biographie de Yue Yi (樂毅), général du IIIe siècle av. J.-C.o Elle commence avec Heshang Zhangren (河上丈人) ou Heshanggong  (河上公)  « Sire en amont du fleuve », mystérieux personnage des Royaumes combattants, et se poursuit avec Anqisheng (安期生), Mao Xi (毛翕), Yue Xia (樂瑕), Yue Chen (樂臣), Gai (蓋), Cao Can (曹參), et enfin les empereurs Han Wendi et Han Jingdi, ainsi que l’impératrice Dou (竇太后), femme de Wendi et mère de Jingdi.
Heshang Zhangren et Anqisheng ne sont plus connus que comme figures légendaires. Le premier serait un dieu ou un immortel, maître spirituel de Wendi ; An Qi est un immortel et le héros de contes taoïstes des côtes du Shandong. Yue Chen et Cao Can furent avant l’empire ministres à Qi où ils sont censés avoir gouverné avec succès grâce aux principes huanglao.
L'historien mentionne encore d’autres membres représentatifs du courant à l'époque Han, dont son propre père, tous ayant eu un rôle politique ou administratif : Chen Ping (陳平), aide de Liu Bang et stratège, Tian Shu (田叔), Sima Jizhu (司馬季主), Zheng Dangshi (鄭當時), Ji An (汲黯), Wang Sheng (王生), Huang Sheng (黃生), Sima Tan (司馬談), Liu De (劉德), Yang Wangsun (楊王孫), Deng Zhang (鄧章).
Selon Hans van Ess, [hormis l’empereur et ses proches], ces personnes étaient issues de ou associées à des familles riches implantées loin de la capitale et jouissant donc d’une certaine indépendance dont elles étaient jalouses. Elles étaient, incidemment, opposées aux expéditions militaires contre les Xiongnu.

## Les livres de Laozi et Huangdi
Autant que des personnages légendaires, Huangdi et Laozi désignent les corpus de textes servant de référence au courant.
Laozi
Il s'agit bien sûr du Dao De Jing, qui porte également le nom de son auteur : Laozi. C’est la glose qui en est faite qui détermine le sens de l'ouvrage. Celle liée au huanglao porte le nom de Heshanggong (Heshanggong) et adopte un point de vue essentiellement utilitaire : comment bien gouverner, préserver la santé etc. Elle restera l’une des plus lues jusqu’aux Song. Le commentaire le plus ancien connu du Dao De Jing se trouve dans le Hanfeizi, attribué à un légiste lié au courant huanglao.
Huangdi
Dans le Livre des Han, on cite vingt-et-un ouvrages attribués à Huangdi, tous perdus sauf le traité de médecine Huangdi Neijing. Parmi eux : Philosophes (zhuzilue 諸子略), Art militaire  (bingshulue 兵書略), Nombres (divination) (shushulue 數術略), Techniques (fangjilue 方技略). En 1973 ont été redécouverts à Mawangdui quatre textes accompagnant une version du Dao De Jing, dans lesquels le philologue Tang Lan a reconnu les Quatre livres de Huangdi.